# Leopold Grausam, jun.

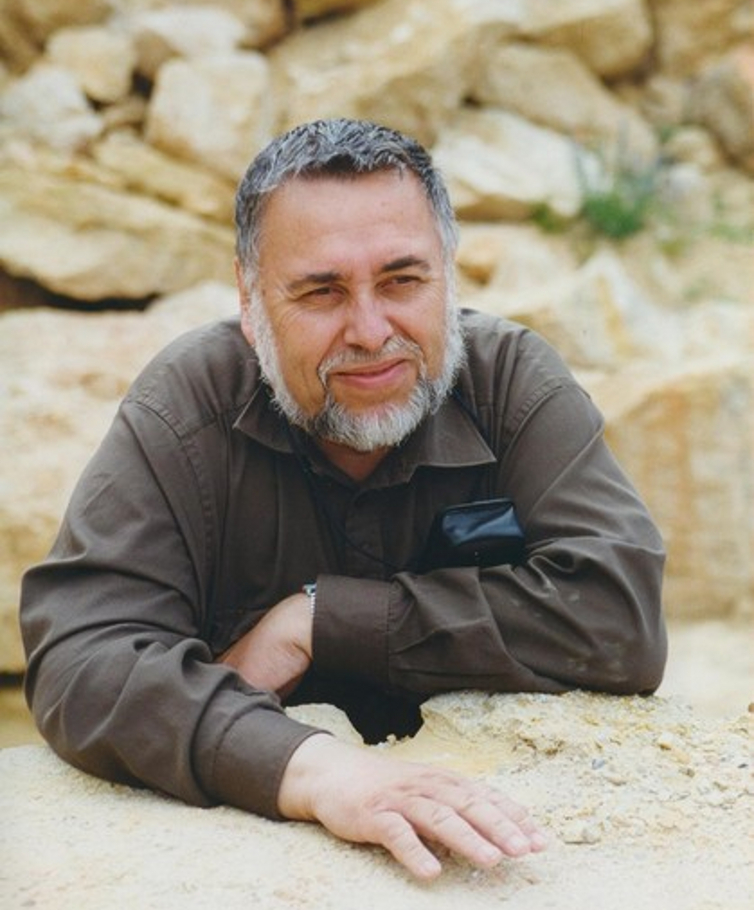
Leopold Grausam (in den 1990er-Jahren)

Leopold Grausam, jun. (* 7. Mai 1946 in Wien; † 16. August 2010 in Deutsch-Wagram) war ein österreichischer Bildhauer und Steinmetzmeister. Er war langjähriger Technischer Leiter der Städtischen Steinmetzwerkstätte der Stadt Wien und schuf eine Vielzahl von Grabmälern und Grabsteinen sowie von Mahnmalen, Gedenksteinen und Gedenktafeln, insbesondere zum Gedenken an den Widerstand gegen den Austrofaschismus und Nationalsozialismus sowie zum Gedenken an die Opfer der NS-Zeit.

## Leben und Wirken

### Jugend und Ausbildung
Leopold Grausam stammte aus einer Künstlerfamilie und interessierte sich von Kindheit an für das Schauspiel und das Marionettentheater. Ihn prägte die antifaschistische Haltung seines Vaters Leopold Grausam, sen. (1911–1980), eines ebenfalls sehr vielseitigen Künstlers und Kunsthandwerkers, der als Februarkämpfer seit 1934 vom austrofaschistischen Regime verfolgt worden war. Leopold Grausam jun. fühlte sich aufgrund der Vergangenheit seines Vaters auch später den sozialdemokratischen Freiheitskämpfern immer sehr eng verbunden. Er absolvierte nach seiner Schulzeit eine Steinmetzlehre und arbeitete anschließend in seinen „Wanderjahren“ in verschiedenen Steinmetzbetrieben in ganz Österreich.

### Steinmetzmeister und Denkmalgestalter
Nach seiner Rückkehr nach Wien wurde Grausam für die Städtische Steinmetzwerkstätte der Stadt Wien tätig, für die er jahrzehntelang als Technischer Leiter wirkte. Nebenher betätigte er sich künstlerisch als Bildhauer und Maler. Grausam schuf eine Vielzahl von Grabmälern, Grabsteinen, Mahnmalen und Gedenksteinen sowie von verschiedenen Steinmetzarbeiten zur Gestaltung von öffentlichen Plätzen, Parks und Anlagen in ganz Wien. Er widmete sich in seinem Leben wie in seiner Arbeit dem Kampf gegen den Faschismus; so gestaltete er eine Reihe von Mahnmalen, Gedenksteinen und Erinnerungszeichen zum Gedenken an den Kampf gegen den Austrofaschismus und den Nationalsozialismus sowie an die Opfer der Verfolgung durch die Nationalsozialisten. Hierzu gehören auch eine große Zahl von Gedenktafeln in den Wiener Bezirken. Grausam pflegte dabei eine enge Zusammenarbeit mit Rosa Jochmann, Josef Hindels und Herbert Exenberger und anderen vom Bund Sozialdemokratischer Freiheitskämpfer, Opfer des Faschismus und aktiver Antifaschisten.

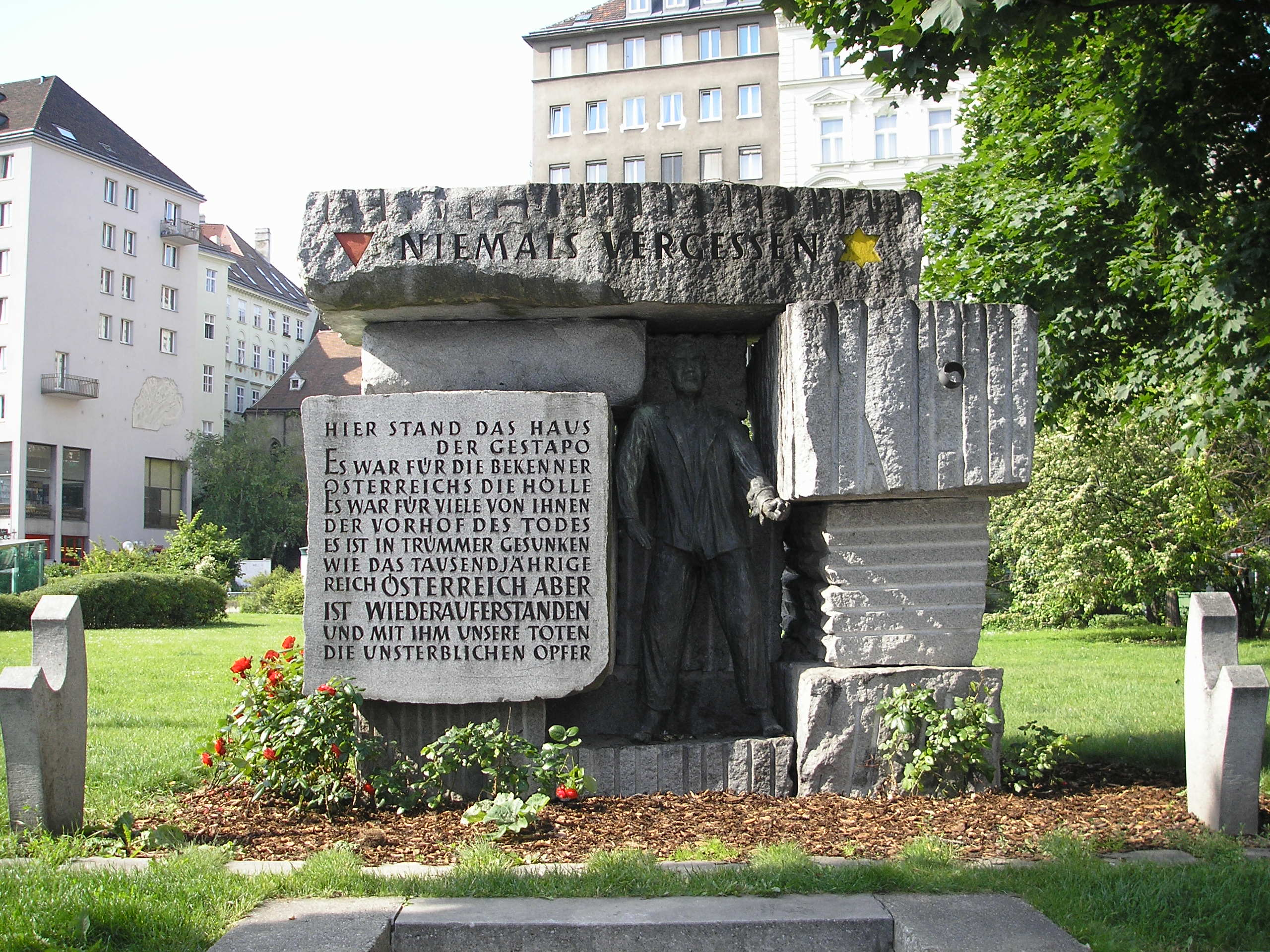
Denkmal für die Opfer der NS-Gewaltherrschaft auf dem Morzinplatz in Wien (1985 geschaffen)

Zu Grausams bedeutenden Arbeiten gehören das Denkmal für die Opfer der NS-Gewaltherrschaft auf dem Morzinplatz in Wien-Innere Stadt, die Denkmäler für die Februarkämpfer und für die Spanienkämpfer auf dem Wiener Zentralfriedhof in Wien-Simmering, die Gedenkstätten für die ermordeten Kinder vom Spiegelgrund und für die im Wiener Landesgericht und auf dem Schießplatz Kagran ermordeten Frauen und Männer des Widerstandes auf dem Zentralfriedhof, sowie die Grabdenkmäler für Rosa Jochmann und Josef Hindels.
Beim Denkmal für die NS-Opfer auf dem Morzinplatz, wo sich während der NS-Zeit im vormaligen Hotel Metropol die Gestapo-Leitstelle Wien befand, bezog Grausam einen dort bereits 1951 aufgestellten und mit einer Inschrift versehenen Gedenkstein mit in seine Gestaltung ein. Er ergänzte den vorhandenen Steinblock mit einfachen, roh behauenen Steinquadern und einer dazwischen stehenden Bronzefigur. Den obenliegenden Quader, der die Nische mit der Figur abdeckt, versah Grausam mit der Inschrift Niemals vergessen sowie links und rechts mit je einer der ehemaligen NS-Zwangskennzeichnungen, dem roten Dreieck der Politischen Gefangenen und dem gelben Judenstern.
Als Stein wählte er Mauthausener Granit aus den ehemaligen KZ-Steinbrüchen um Mauthausen aus; der Bezug ergab sich für ihn daraus, dass die von der Gestapo verhafteten und in der ehemaligen Staatspolizeileitstelle am Morzinplatz verhörten NS-Verfolgten meistens ins KZ Mauthausen kamen, wo sie im dortigen Steinbruch schwere Zwangsarbeit leisten mussten. Die Enthüllung des Denkmals erfolgte am 1. November 1985 durch Bürgermeister Helmut Zilk und Rosa Jochmann. Die Symbolik des von Grausam gestalteten Denkmals – ein die Faust ballender, vorwärtsschreitender Mann, der sich zwischen den Steinquadern erhebt – wird von dem Publizisten Peter Diem als „Sinnbild der Überwindung der dunkelsten Jahre in der Geschichte unserer Republik“ beschrieben.

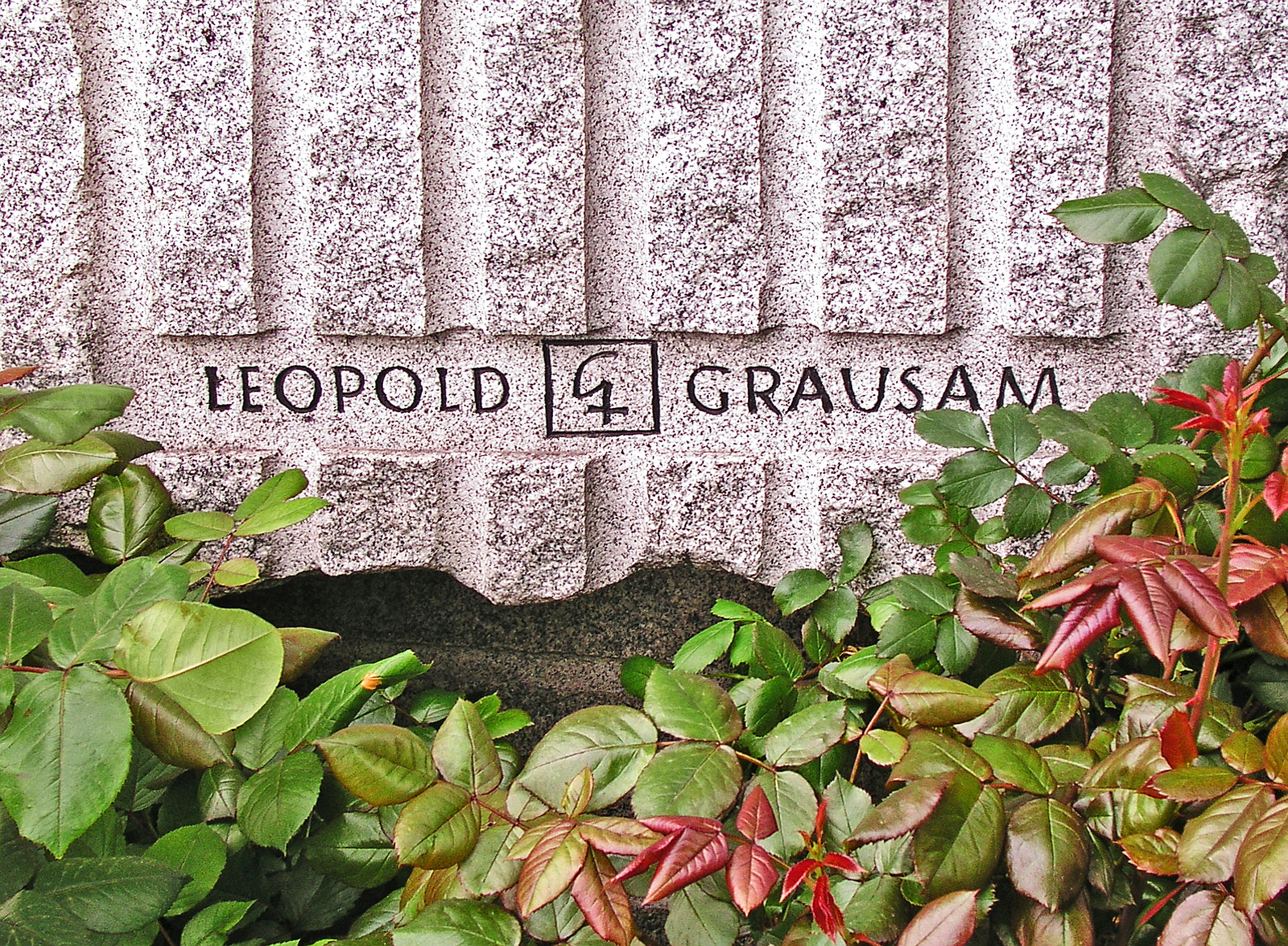
Signatur mit Steinmetzzeichen von Leopold Grausam (hier beim Denkmal für die NS-Opfer auf dem Morzinplatz in Wien)

Die von ihm geschaffenen Arbeiten versah Grausam in der Tradition des Steinmetzhandwerks mit seiner Signatur und seinem persönlichen Steinmetzzeichen.
Mitte der 2000er-Jahre beteiligte Grausam jun. sich an der Wiederherstellung einer Gedenktafel für drei hingerichtete Widerstandskämpfer, die sein Vater Leopold Grausam sen. 1963 geschaffen und die sich seitdem im früheren Gebäude der Österreichischen Staatsdruckerei am Rennweg in Wien befunden hatte. Die Gedenktafel zur Erinnerung an die drei Buchdrucker Alois Hudec, Gustav Kiesel und Wilhelm Weixlbraun, die als kommunistische Widerstandskämpfer von den Nationalsozialisten zum Tode verurteilt und 1943 im Wiener Landesgericht enthauptet wurden, wurde 2005 im neuen Betriebsgebäude der Staatsdruckerei in der Tenschertgasse im 23. Wiener Gemeindebezirk wiedererrichtet.

### Theater und weitere künstlerische Betätigungsfelder
Neben seinem Schaffen als Denkmalgestalter galt seine große Leidenschaft dem Theater. Leopold Grausam stand als Schauspieler auf der Bühne (u. a. unter Irimbert Ganser und Hans Fretzer, als Kollege von Dolores Schmidinger, Tassilo Holik und Martin Flossmann). Er gestaltete Bühnenbilder und Theaterplakate, u. a. jahrzehntelang für das „Wiener Lustspieltheater“ (auch „Österreichisches Tourneetheater“), die Stockerauer Festspiele (1971, Wiener Blut), bei denen er auch neben Kammersänger Rudolf Christ auftrat, sowie Plakate für Fritz Edtmeier und Jörg Maria Berg. Weiters betätigte er sich als Maler und Grafiker, Autor und Puppenspieler, aber auch als Lehrer, der mehrere Unterrichtsfilme für die Ausbildung zum Steinmetzen realisierte.

### Familie, Heimatstadt Deutsch-Wagram
Leopold Grausam heiratete 1972 und zog mit seiner Frau in den Wiener Vorort Deutsch-Wagram, wo er mit seiner Familie bis zu seinem Tod lebte. Das Paar bekam 1973 einen Sohn.
In seiner neuen Heimatstadt Deutsch-Wagram nahm er aktiv am Kulturleben teil; unter anderem gründete und betrieb er dort zusammen mit seiner Frau ein Marionettentheater. Außerdem schuf er dort mehrere Kunstwerke im öffentlichen Raum, wie zum Beispiel eine Wandmalerei-Darstellung des Heiligen Florians am alten Feuerwehrturm (heute Ortsstelle des Roten Kreuzes), im Jahr 1987 – als Meister der Städtischen Steinmetzwerkstätte der Stadt Wien – das Eisenbahndenkmal neben dem Aufnahmsgebäude des Bahnhofs, mehrere Wandmalereien an Kindergärten und verschiedene Exponate für das Heimatmuseum.
Leopold Grausam jun. starb im Alter von 64 Jahren in Deutsch-Wagram. Seine Frau und sein Sohn führen seine Marionettentheatertradition weiter.

## Ehrungen
2006 wurde Leopold Grausam für sein Lebenswerk vom Landesverband Wien des Bundes Sozialdemokratischer Freiheitskämpfer, Opfer des Faschismus und aktiver Antifaschisten mit der Otto-Bauer-Plakette ausgezeichnet.

## Werk (Auswahl)

### Publikationen
- Niemals vergessen. In: Perspektiven, Heft 6 von 7/2006, N. J. Schmid Verlagsges.m.b.H. in Zusammenarbeit mit der Stadt Wien, Wien 2006, ISSN 0004-7805, S. 89–92.

### Bildhauer- und Steinmetzarbeiten
- 2005: Denkmal für die hingerichteten Widerstandskämpfer in Wien-Simmering, Zentralfriedhof[7]
- 2003: Mahnmal für die zerstörte Simmeringer Synagoge in Wien-Simmering, Kreuzung Braunhubergasse/Hugogasse
- 2002: Gedenkstätte für die ermordeten Kinder vom Spiegelgrund in Wien-Simmering, Zentralfriedhof[8]
- 2000: Jazzskulptur im Bill-Grah-Park in Wien-Essling
- 1998–1999: Ausführung der Anlage Park der Ruhe und Kraft (Wiener Zentralfriedhof, Gruppe 23)[9]
- 1995: Gedenkstele für Bruno Kreisky im Bruno-Kreisky-Hof in Wien-Hernals[10]
- 1995: Mahnmal für die Opfer des Faschismus in Wien-Penzing, Baumgartner Friedhof
- 1994: Grabstein und Gedenkplatte für Rosa Jochmann in Wien-Simmering, Zentralfriedhof
- 1990: Grabstein für Josef Hindels in Wien-Simmering, Zentralfriedhof
- 1988: Denkmal für die österreichischen Spanienkämpfer in Wien-Simmering, Zentralfriedhof[11]
- 1988: Denkmal für Opfer des Nationalsozialismus in Linz, Alt-Urfahr[12]
- 1987: Denkmal 150 Jahre Eisenbahn mit einer Darstellung der Dampflokomotive „AUSTRIA“ neben dem Aufnahmsgebäude des Bahnhofs in Deutsch-Wagram
- 1985: Denkmal für die Opfer der NS-Gewaltherrschaft in Wien-Innere Stadt, Morzinplatz
- 1984: Gedenkstein für erschossene Freiheitskämpfer im Donaupark, Wien 22[13]
- 1984: Schutzbunddenkmal für die Februarkämpfer in Wien-Simmering, Zentralfriedhof[14]
- 1984: Ehrengrab für den Drehbuchautor, Filmregisseur und Schauspieler Kurt Nachmann
- 1982: Denkmal für die Opfer des Bombenkrieges 1944–1945 in Wien-Simmering, Zentralfriedhof[15]
- 1980: Ehrengrab für den Fußballer Ernst Ocwirk

Bildhauer- und Steinmetzarbeiten (Auswahl)
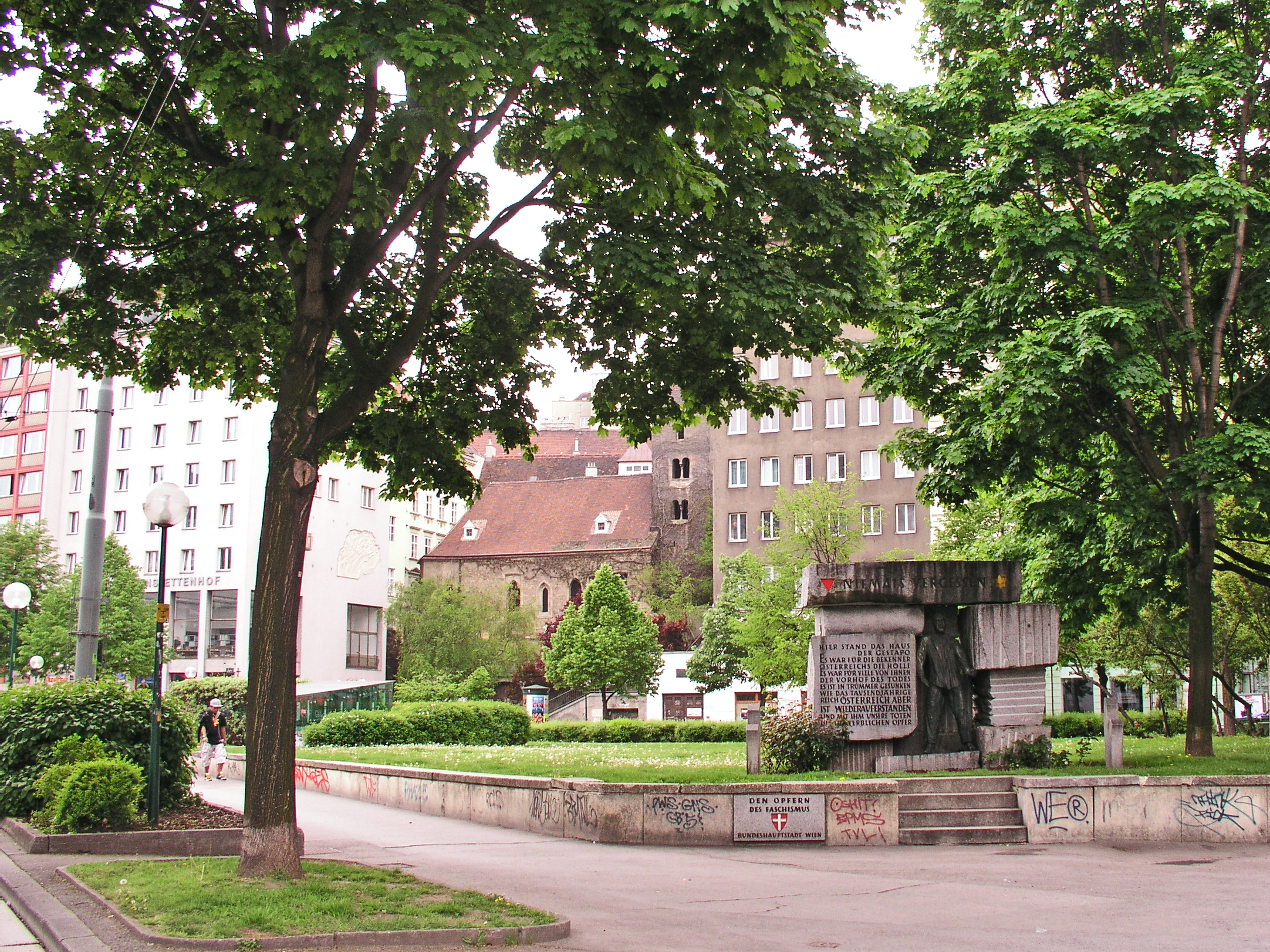
Denkmal für die Opfer der NS-Gewaltherrschaft auf dem Morzinplatz in Wien-Innere Stadt (1985)
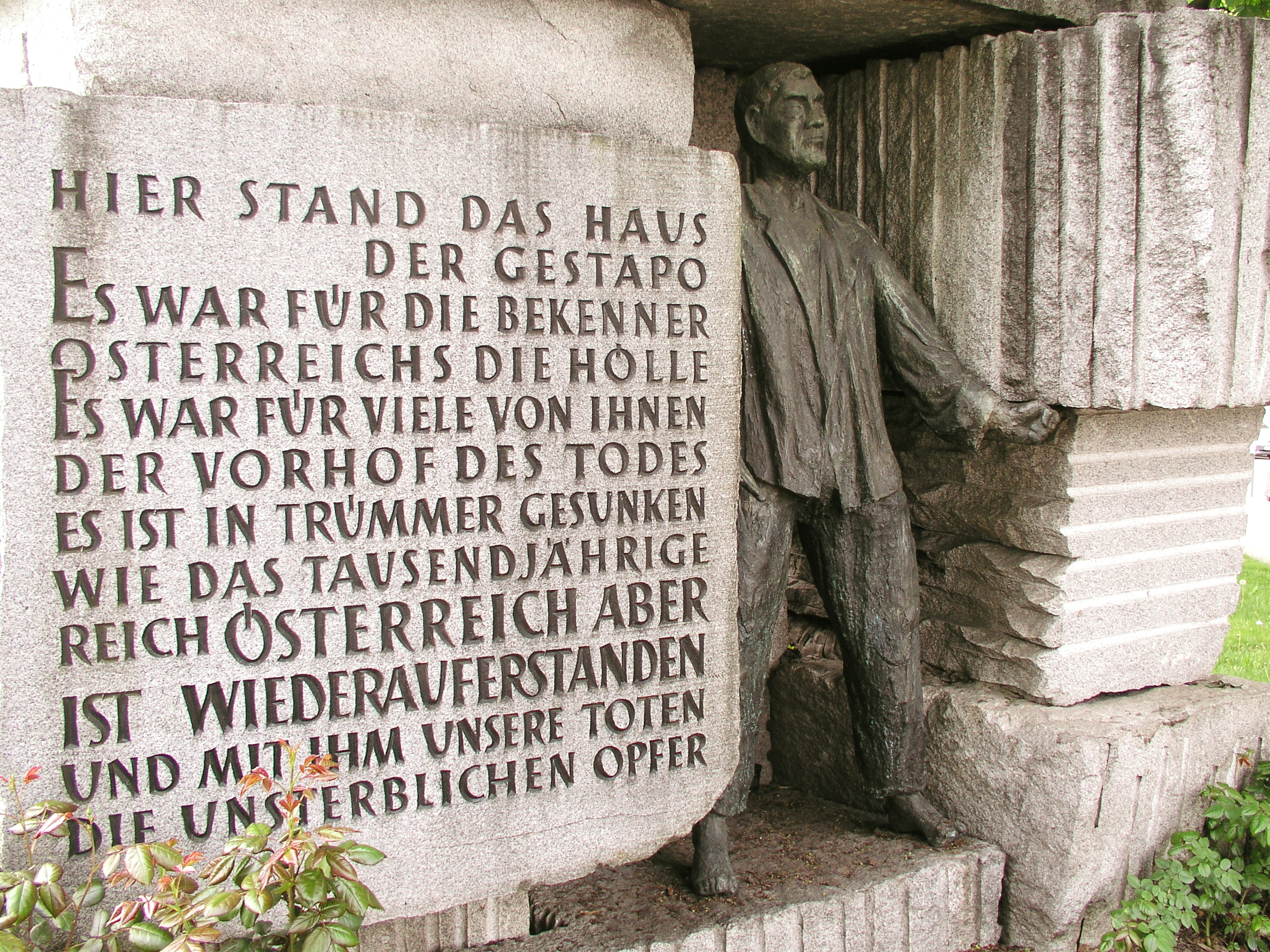
Unterer Bereich des Morzinplatz-Denkmals (links der 1951 errichtete Gedenkstein)
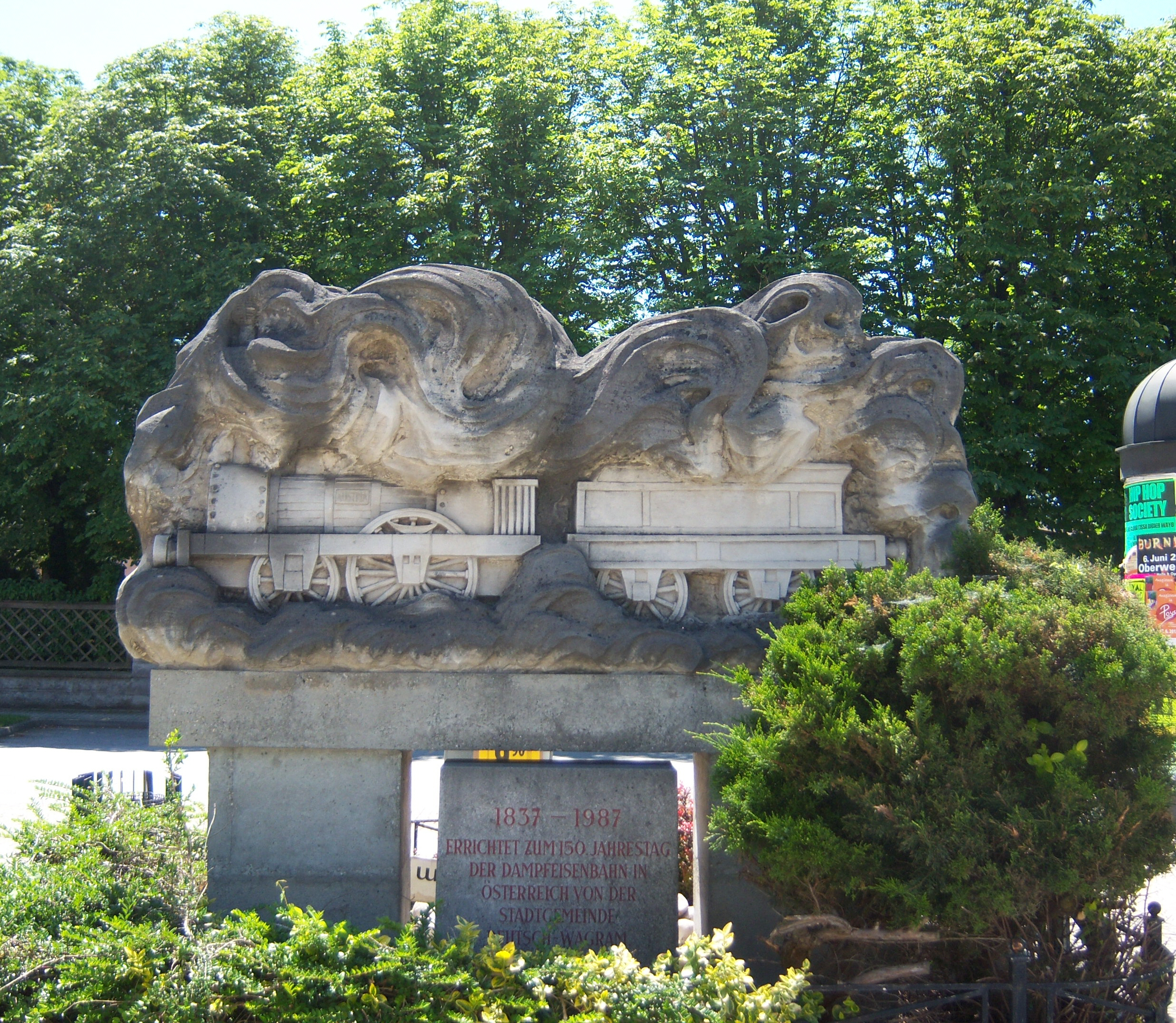
Denkmal 150 Jahre Eisenbahn neben dem Bahnhofsgebäude in Deutsch-Wagram (1987)
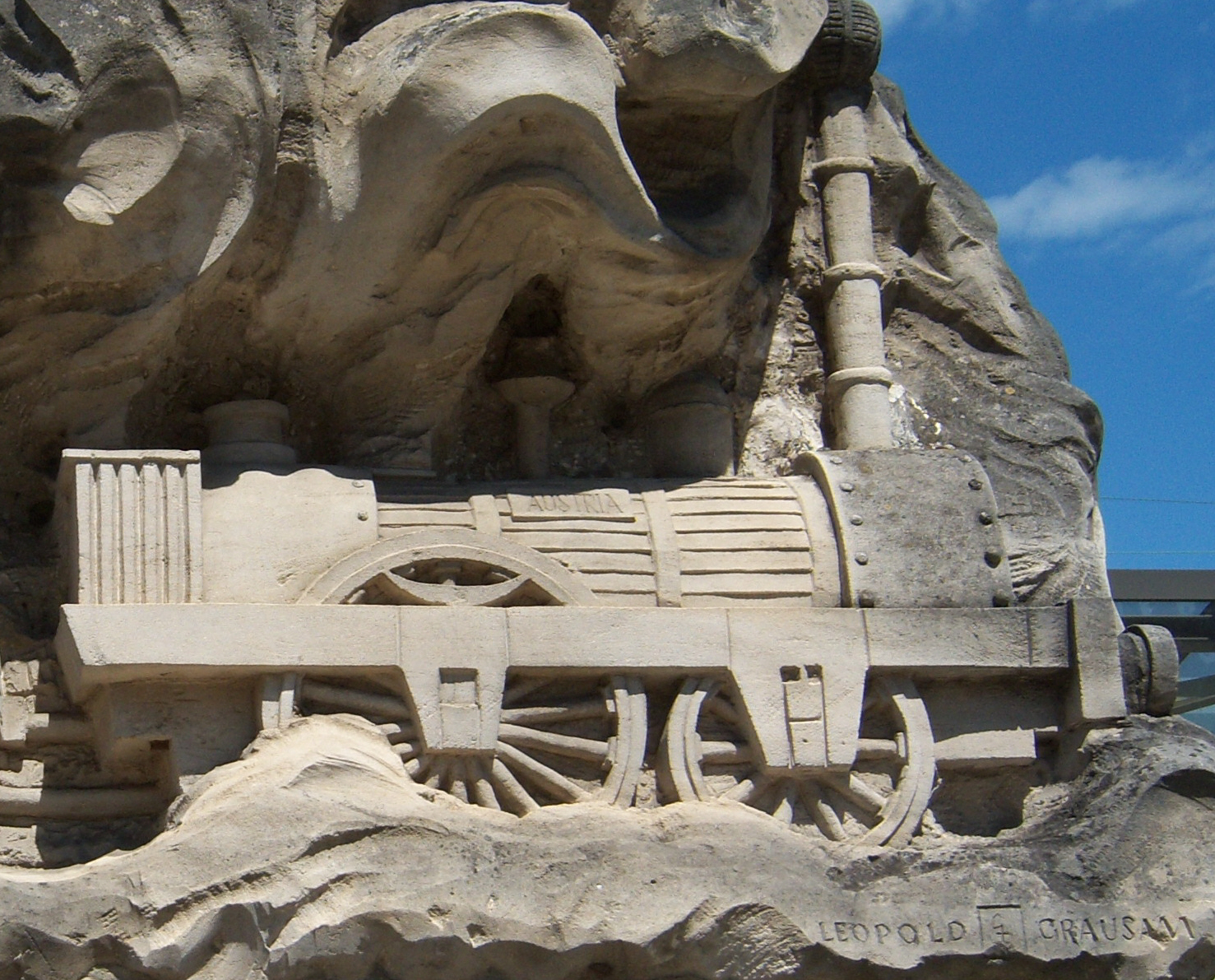
Detail beim Eisenbahn-Denkmal in Deutsch-Wagram: Die Dampf-lokomotive „AUSTRIA“
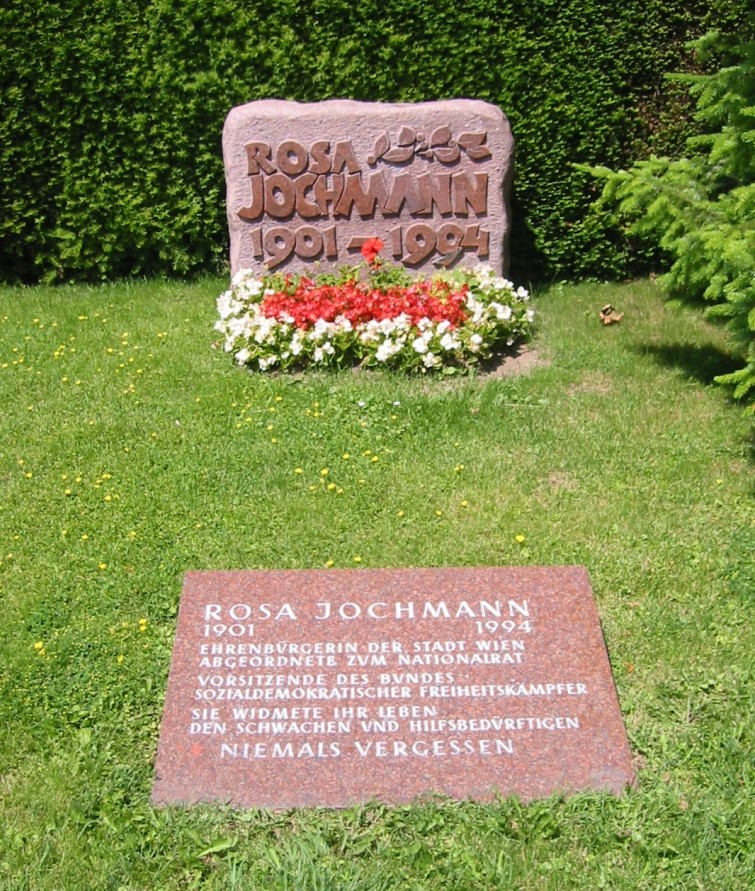
Grabstein und Gedenkplatte für Rosa Jochmann auf dem Wiener Zentralfriedhof (1994)
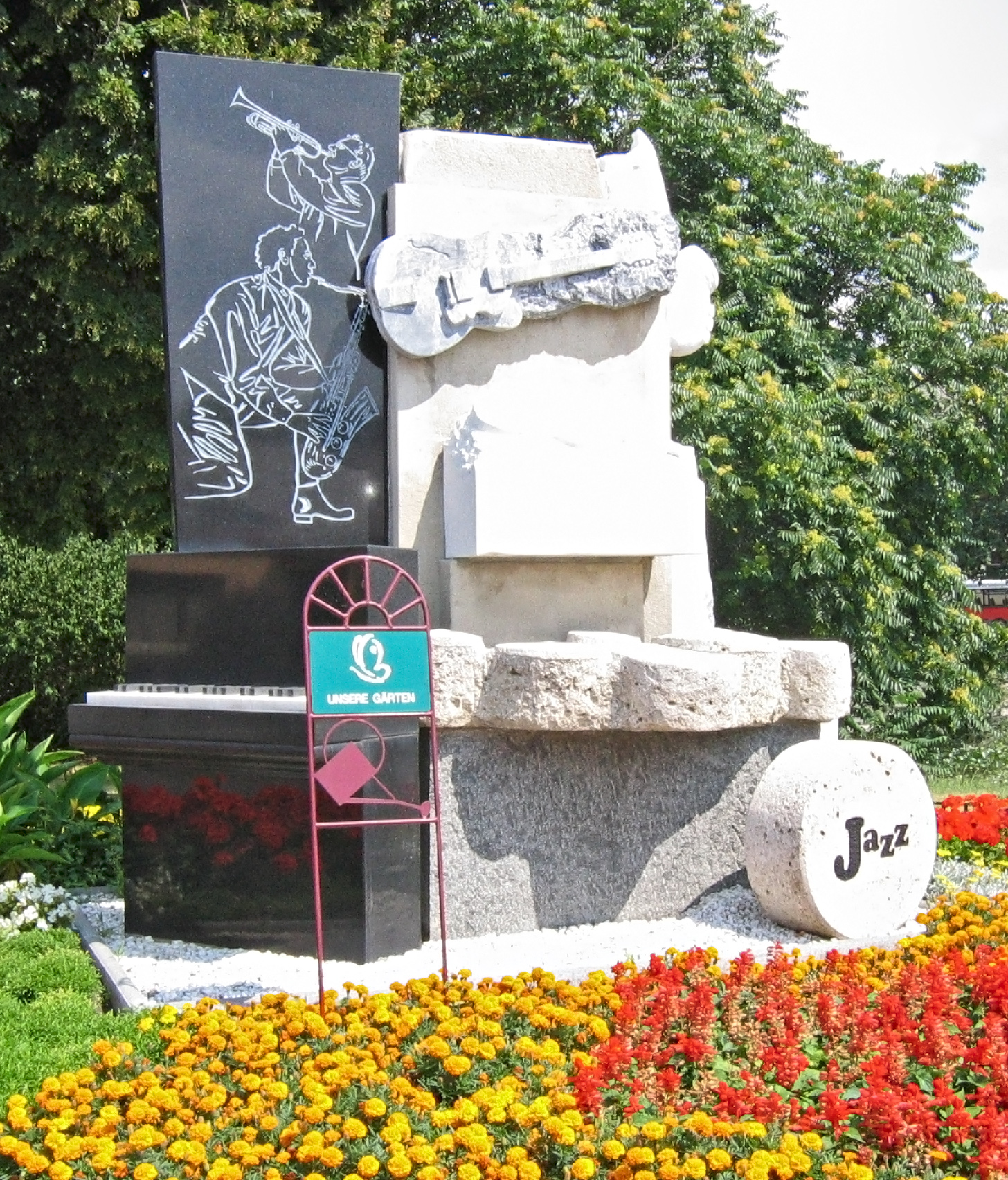
Jazzskulptur im Bill-Grah-Park in Wien-Essling (2000 zs. mit seinen Lehrlingen geschaffen)
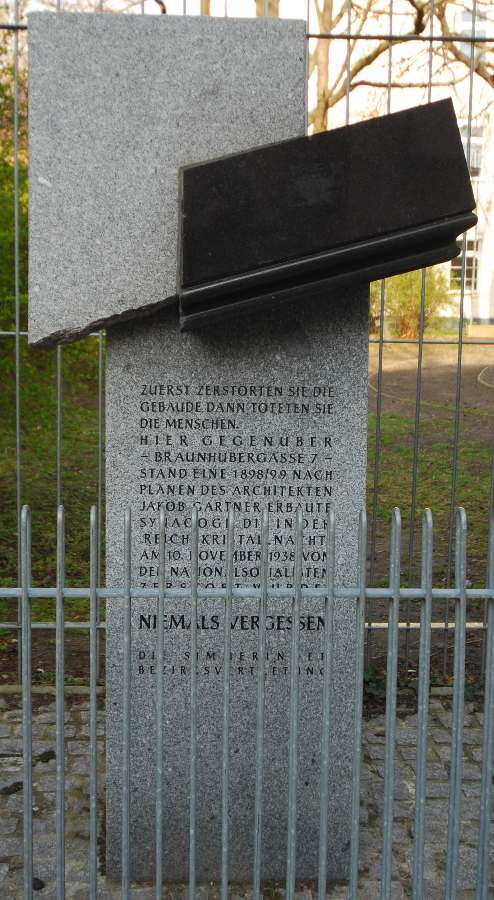
Mahnmal für die zerstörte Simmeringer Synagoge in Wien-Simmering (2003)

## Zitate
„Der Stein ist kein totes Material, sondern eine lebendige Kraft, die wie Menschen und Orte eine unverwechselbare Ausstrahlung haben.“